# Víctor Varela López
Víctor Gabriel Varela López, né à Mexico, Distrito Federal, le 20 avril 1973, est une personnalité politique mexicaine, membre du Parti de la révolution démocratique, et occupe les fonctions de député fédéral.